# Factor de respuesta al suero

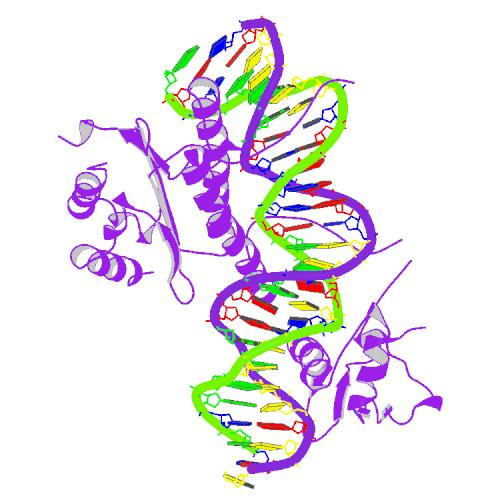
Estructura proteica de SRF.

Factor de respuesta al suero o SRF es un factor de transcripción que se une a elementos de respuesta a suero del tipo C-Fos. Se trata de un gen MADS-box (una superfamilia de factores de transcripción). Está implicado en la regulación de genes involucrados en mecanismos esenciales de la fisiología celular, como el ciclo celular, la apoptosis, el crecimiento celular, la diferenciación celular, etc.; para ello, se une a los elementos de respuesta al suero (SRE) de las regiones promotoras de sus genes diana. Está aguas abajo de rutas de transducción de señal como la vía MAPK.
Se considera a SRF como un elemento fundamental durante la embriogénesis debido a su papel determinante en la generación del mesodermo. En los mamíferos ya desarrollados intervienen en el crecimiento del músculo esquelético, especialmente en interacción con proteínas receptoras de hormonas esteroideas y, por tanto, en respuesta a esteroides.